# Перам (Минесота)
Перам (енгл. Perham) град је у америчкој савезној држави Минесота.

## Демографија
По попису из 2010. године број становника је 2.985, што је 426 (16,6%) становника више него 2000. године.
| Група             | 2000.         | 2010.         |
| Белци             | 2.477 (96,8%) | 2.741 (91,8%) |
| Афроамериканци    | 9 (0,4%)      | 34 (1,1%)     |
| Азијати           | 7 (0,3%)      | 14 (0,5%)     |
| Хиспаноамериканци | 29 (1,1%)     | 144 (4,8%)    |
| Укупно            | 2.559         | 2.985         |